# 박종규 (방송인)
박종규(1981년 ~)는 대한민국의 방송인이다.

## 방송
- 악동클럽 (2001) - Top14
- 아찔한 소개팅 2 (2007)

## 영화
- 대한민국 헌법 제1조 (2003) - 꼴통 역